# غابي غروس
غابي غروس (بالإنجليزية: Gabe Gross)‏ هو لاعب كرة قاعدة أمريكي، ولد في 21 أكتوبر 1979 في بالتيمور في الولايات المتحدة.

## وصلات خارجية
- غابي غروس على موقع دوري كرة القاعدة الرئيسي (الإنجليزية)
- غابي غروس على موقعبيزبول رفرنس.كوم (الدوري الرئيسي) (الإنجليزية)
- غابي غروس على موقعبيزبول رفرنس.كوم (الدوري الثانوي) (الإنجليزية)
- غابي غروس على موقع إي إس بي إن.كوم (أم.أل.بي) (الإنجليزية)
- غابي غروس على موقع مشجعي الرسوم البيانية (الإنجليزية)